# María Gabriela de Luxemburgo
María Gabriela de Luxemburgo (nacida como Marie-Gabrielle Aldegunde Wilhelmine Louise; Castillo de Berg, 2 de agosto de 1925-Ledreborg, Dinamarca; 9 de febrero de 2023) fue una princesa luxemburguesa, la tercera hija y el cuarto hijo de la gran duquesa Carlota y el príncipe Félix de Borbón-Parma.

## Primeros años
Nació en el castillo de Berg como princesa de Luxemburgo, princesa de Nassau y princesa de Borbón-Parma.
Frente a la invasión alemana el 10 de mayo de 1940 durante la Segunda Guerra Mundial, la familia gran ducal de Luxemburgo abandonó el país para buscar refugio en Portugal, tras recibir visas de tránsito del cónsul portugués Aristides de Sousa Mendes, en junio de 1940. Llegaron a Vilar Formoso el 23 de junio de 1940. Después de viajar por Coimbra y Lisboa, la familia se alojó primero en Cascais, en la Casa de Santa Maria, propiedad de Manuel Espírito Santo, entonces cónsul honorario de Luxemburgo en Portugal. Para julio se habían mudado a Monte Estoril, alojándose en el Chalet Posser de Andrade.
El 10 de julio de 1940, la princesa, junto con su padre, el príncipe Félix, sus hermanos, el gran duque heredero Juan, la princesa Isabel, la princesa María Adelaida, el príncipe Carlos y la princesa Alicia, la niñera Justine Reinard y el chofer Eugène Niclou, junto con su esposa Joséphine, abordaron el SS Trenton con destino a la ciudad de Nueva York. Para no anular la entonces neutralidad de los Estados Unidos, la familia se mudó a Canadá y luego a Gran Bretaña, donde la princesa María Gabriela y sus hermanas se ofrecieron como voluntarias en la Cruz Roja Británica.
Después de que la familia regresara al Luxemburgo de la posguerra, la princesa María Gabriela estudió escultura con Auguste Tremont: en 1950, exhibió sus obras en el Salon des Animaliers de París, bajo el seudónimo de Mlle de Clervaux.

## Matrimonio y familia
María Gabriela conoció a su futuro esposo, el conde Knud Johan Ludvig de Holstein-Ledreborg (2 de octubre de 1919-25 de junio de 2001) en 1947 en la boda de su primo, el príncipe Jacques de Borbón-Parma, con la hermana de Knud, la condesa Birgitte.
Se casaron civilmente el 5 de noviembre de 1951 y religiosamente al día siguiente en el castillo de Berg. La familia se instaló en Ledreborg.
Tuvieron siete hijas:
- Condesa Mónica (nacida en 1952), condesa de Holstein-Ledreborg, m. Henrik de Dompierre de Jonquieres
- Condesa Lydia (nacida en 1955), condesa hereditaria de Holstein-Ledreborg, m. Príncipe Erik de Borbón-Parma (1953-2021) y tuvo descendencia
- Condesa Verónica (nacida en 1956), m. François de Pottere
- Condesa Silvia (nacida en 1958), m. Juan Munro de Foulis
- Condesa Camila (1959-2010), m. Barón Eric Bertouch-Lehn
- Condesa Tatiana (nacida en 1961), m. Marcos von Riedemann
- Condesa Antonia (nacida en 1962), se convirtió en monja en la Comunidad Emmanuel en 1992.

## Fallecimiento
Murió el 9 de febrero de 2023 a la edad de noventa y siete años. El anuncio de su muerte se publicó en el sitio web de la Familia Gran Ducal de Luxemburgo.  Fue la última hija de la gran duquesa Carlota y el príncipe Félix de Borbón-Parma en morir.

## Ascendencia
|  |                                                      |  |  |  |  |  |  |  |  |  |  |  |  |  |  |  |
|  | 8. Carlos III de Parma                               |  |  |  |  |  |  |  |  |  |  |  |  |  |  |  |
|  |                                                      |  |  |  |  |  |  |  |  |  |  |  |  |  |  |  |
|  |                                                      |  |  |  |  |  |  |  |  |  |  |  |  |  |  |  |
|  | 4. Roberto I de Parma                                |  |  |  |  |  |  |  |  |  |  |  |  |  |  |  |
|  |                                                      |  |  |  |  |  |  |  |  |  |  |  |  |  |  |  |
|  |                                                      |  |  |  |  |  |  |  |  |  |  |  |  |  |  |  |
|  | 9. Luisa María Teresa de Artois                      |  |  |  |  |  |  |  |  |  |  |  |  |  |  |  |
|  |                                                      |  |  |  |  |  |  |  |  |  |  |  |  |  |  |  |
|  |                                                      |  |  |  |  |  |  |  |  |  |  |  |  |  |  |  |
|  | 2. Félix de Borbón-Parma                             |  |  |  |  |  |  |  |  |  |  |  |  |  |  |  |
|  |                                                      |  |  |  |  |  |  |  |  |  |  |  |  |  |  |  |
|  |                                                      |  |  |  |  |  |  |  |  |  |  |  |  |  |  |  |
|  | 10. Miguel I de Portugal                             |  |  |  |  |  |  |  |  |  |  |  |  |  |  |  |
|  |                                                      |  |  |  |  |  |  |  |  |  |  |  |  |  |  |  |
|  |                                                      |  |  |  |  |  |  |  |  |  |  |  |  |  |  |  |
|  | 5. María Antonia de Portugal                         |  |  |  |  |  |  |  |  |  |  |  |  |  |  |  |
|  |                                                      |  |  |  |  |  |  |  |  |  |  |  |  |  |  |  |
|  |                                                      |  |  |  |  |  |  |  |  |  |  |  |  |  |  |  |
|  | 11. Adelaida de Löwenstein-Wertheim-Rosenberg        |  |  |  |  |  |  |  |  |  |  |  |  |  |  |  |
|  |                                                      |  |  |  |  |  |  |  |  |  |  |  |  |  |  |  |
|  |                                                      |  |  |  |  |  |  |  |  |  |  |  |  |  |  |  |
|  | 1. María Gabriela de Luxemburgo                      |  |  |  |  |  |  |  |  |  |  |  |  |  |  |  |
|  |                                                      |  |  |  |  |  |  |  |  |  |  |  |  |  |  |  |
|  |                                                      |  |  |  |  |  |  |  |  |  |  |  |  |  |  |  |
|  | 12. Adolfo de Luxemburgo                             |  |  |  |  |  |  |  |  |  |  |  |  |  |  |  |
|  |                                                      |  |  |  |  |  |  |  |  |  |  |  |  |  |  |  |
|  |                                                      |  |  |  |  |  |  |  |  |  |  |  |  |  |  |  |
|  | 6. Guillermo IV de Luxemburgo                        |  |  |  |  |  |  |  |  |  |  |  |  |  |  |  |
|  |                                                      |  |  |  |  |  |  |  |  |  |  |  |  |  |  |  |
|  |                                                      |  |  |  |  |  |  |  |  |  |  |  |  |  |  |  |
|  | 13. Adelaida María de Anhalt-Dessau                  |  |  |  |  |  |  |  |  |  |  |  |  |  |  |  |
|  |                                                      |  |  |  |  |  |  |  |  |  |  |  |  |  |  |  |
|  |                                                      |  |  |  |  |  |  |  |  |  |  |  |  |  |  |  |
|  | 3. Carlota de Luxemburgo                             |  |  |  |  |  |  |  |  |  |  |  |  |  |  |  |
|  |                                                      |  |  |  |  |  |  |  |  |  |  |  |  |  |  |  |
|  |                                                      |  |  |  |  |  |  |  |  |  |  |  |  |  |  |  |
|  | 14. Miguel I de Portugal (= 10)                      |  |  |  |  |  |  |  |  |  |  |  |  |  |  |  |
|  |                                                      |  |  |  |  |  |  |  |  |  |  |  |  |  |  |  |
|  |                                                      |  |  |  |  |  |  |  |  |  |  |  |  |  |  |  |
|  | 7. María Ana de Portugal                             |  |  |  |  |  |  |  |  |  |  |  |  |  |  |  |
|  |                                                      |  |  |  |  |  |  |  |  |  |  |  |  |  |  |  |
|  |                                                      |  |  |  |  |  |  |  |  |  |  |  |  |  |  |  |
|  | 15. Adelaida de Löwenstein-Wertheim-Rosenberg (= 11) |  |  |  |  |  |  |  |  |  |  |  |  |  |  |  |
|  |                                                      |  |  |  |  |  |  |  |  |  |  |  |  |  |  |  |
|  |                                                      |  |  |  |  |  |  |  |  |  |  |  |  |  |  |  |